# Eva Ryšavá
Eva Ryšavá (nazwisko panieńskie: Eva Celbová, ur. 8 marca 1975 w Náchodzie) – czeska siatkarka i siatkarka plażowa, uczestniczka Letnich Igrzysk Olimpijskich w 2000 i 2004, dwukrotna mistrzyni Europy.

## Kariera
Wraz z Soňą Novákovą-Dosoudilovą dwukrotnie zdobyła tytuł mistrzyni europy; w 1996 we włoskiej Pescarze i w 1998 w greckim Rodos oraz trzykrotnie brąz; w 1997, 1999 i w 2002. W 2001 zdobyły brąz na mistrzostwach świata w austriackim Klagenfurcie.
W 2000 roku Reprezentowała Czechy na Letnich Igrzyskach Olimpijskich w Sydney w parze z Soňą Novákovą-Dosoudilovą. Po zwycięstwie w rundzie eliminacyjnej nad reprezentantkami Holandii Deborą Schoon-Kadijk i Rebekką Kadijk awansowały do 1/8 finału. W 1/8 finału uległy Japońskiej parze Yukiko Takahashi–Mika Saiki i zakończyły rywalizację w turnieju olimpijskim.
W 2004 roku ponownie wystąpiła na Letnich Igrzyskach Olimpijskich również w parze z Soňą Novákovą-Dosoudilovą. Po zwycięstwach nad reprezentantkami Holandii i Japonii oraz porażce z Amerykankami zajęły drugie miejsce grupie A i awansowały do 1/8 finału. Tam uległy amerykańskiej parze Holly McPeak-Elaine Youngs i odpadły z turnieju olimpijskiego.
Od 2006 gra w siatkówkę halową. W sezonie 2006/07 Czeskiej Extraligi siatkarek grała dla klubu VK KP Brno. Po sezonie przeszła do VK Prostějov. Obecnie trenuje juniorki tej drużyny. W 2012 roku wywalczyła z nimi mistrzostwo Czech.
W 2004 w Ołomuńcu wyszła za mąż za długoletniego przyjaciela Jana Ryšavégo. W 2005 urodziła syna o imieniu Jan.